# Гауптман, Элизабет
Элизабет Флора Шарлотта Гауптман (нем. Elisabeth Hauptmann; 20 июня 1897, Виллебадессен, Северный Рейн-Вестфалия, Германская империя — 20 апреля 1973, Восточный Берлин, ГДР) — немецкая писательница, журналистка, переводчица, драматург, сценаристка, сотрудница и близкая подруга Бертольта Брехта. Член Академии искусств ГДР.

## Биография
Наполовину англичанка, наполовину немка. Познакомилась с Брехтом в 1922 году, в том же году приехала в Берлин. Работала секретарём немецко-американского поэта и писателя Германа Джорджа Шеффауэра.
Начала сотрудничать с Брехтом в 1924 году, стала его соавтором при создании Трёхгрошовой оперы (1928), помогала в написании «Ваала» — пламенного манифеста, который произвел переворот во всём тогдашнем театре. Эта удивительная молодая женщина, переводчица с английского, делила с Брехтом и постель, и письменный стол.
По некоторым данным написала бо́льшую часть текста, а также подготовила немецкий перевод знаменитой «Оперы нищего» Джона Гэя, написанную в жанре балладной оперы, ставшую основой для сюжета музыкальной пьесы для Брехта и композитора Курта Вайля.
Автор английского перевода песни Курта Вайля на стихи Бертольта Брехта «Alabama Song» (1925). В 1929 году написала либретто музыкальной комедии «Счастливый конец» («Happy End») (под псевдонимом Дороти Лейн). Она также автор «Святой Иоанны скотобоен».
После прихода национал-социалистов к власти в Германии была арестована и допрошена в гестапо, в 1934 году Э. Гауптманн через Францию эмигрировала в США, где жила до 1949 года, вышла замуж в 1943 году за немецкого композитора и дирижёра Пауля Дессау.
В 1949 году вернулась в ГДР. Работала драматургом на DEFA, позже в Берлинер ансамбль.
В 1972 году награждена орденом «За заслуги перед Отечеством» (ГДР) в золоте.